# Euprepacris charpentieri
Euprepacris charpentieri är en insektsart som först beskrevs av Marius Descamps och Christiane Amédégnato 1970.  Euprepacris charpentieri ingår i släktet Euprepacris och familjen Romaleidae. Inga underarter finns listade i Catalogue of Life.